# Gadowskie Holendry
Gadowskie Holendry is een plaats in het Poolse district  Turecki, woiwodschap Groot-Polen. De plaats maakt deel uit van de gemeente Tuliszków en telt 240 inwoners.